# Сэй, Элизабет де, 5-я баронесса Сэй
Элизабет де Сэй (лат. Elizabeth de Say; 24 февраля 1366 — 8 июля 1399) — английская аристократка, 5-я баронесса Сэй в своём праве (suo jure) с 1382 года. Дочь Уильяма де Сэя, 3-го барона Сэя, и его жены Беатрисы Брюес, дочери Томаса Брюеса, барона Брюеса. Унаследовала семейные владения и права на титул после смерти младшего брата Джона. Была замужем за сэром Джоном Фалвесли, 1-м бароном Фалвесли, и за Уильямом Хероном, 1-м бароном Хероном. Умерла бездетной, так что титул барона Сэя перешёл в состояние бездействия. 